# جبل صافي
جبل صافي أحد جبال سلسلة جبال لبنان الغربية. ترتفع أعلى قممه نحو 1300م عن سطح البحر. واسمه يعود لجذر سامي وهو يعني جبل «صافون» مركز الإله بعل صافون الذي هو إله العواصف. يرجح أن الجبل سمي على اسمه لكثرة ما يحدث عليه من عواصف وزوابع. ويقال أن نبياً له مقام في مكان لا يعرفه أحد دفن في الجبل الذي يعتبره الأهالي مقدساً.

## معرض الصور

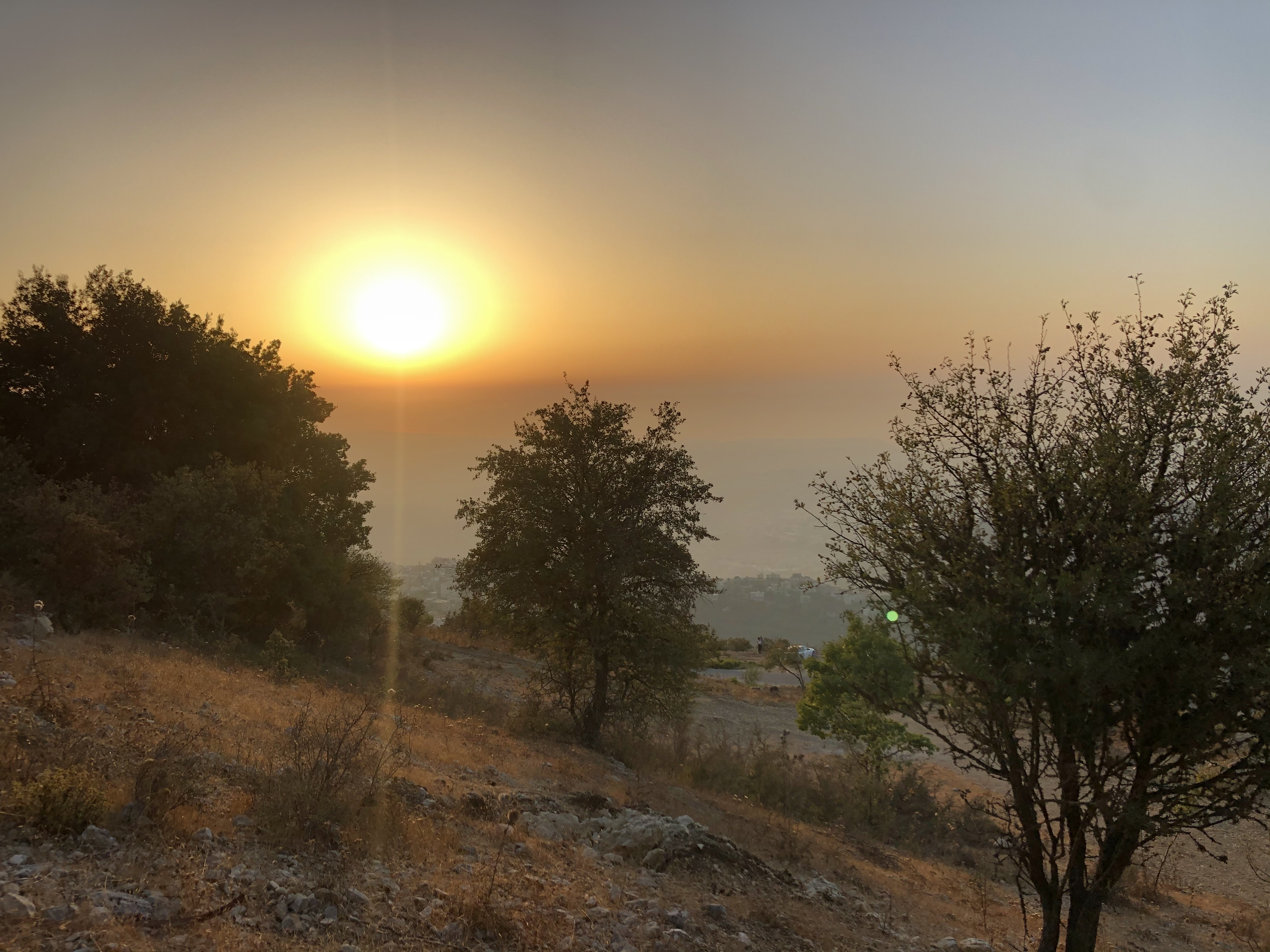
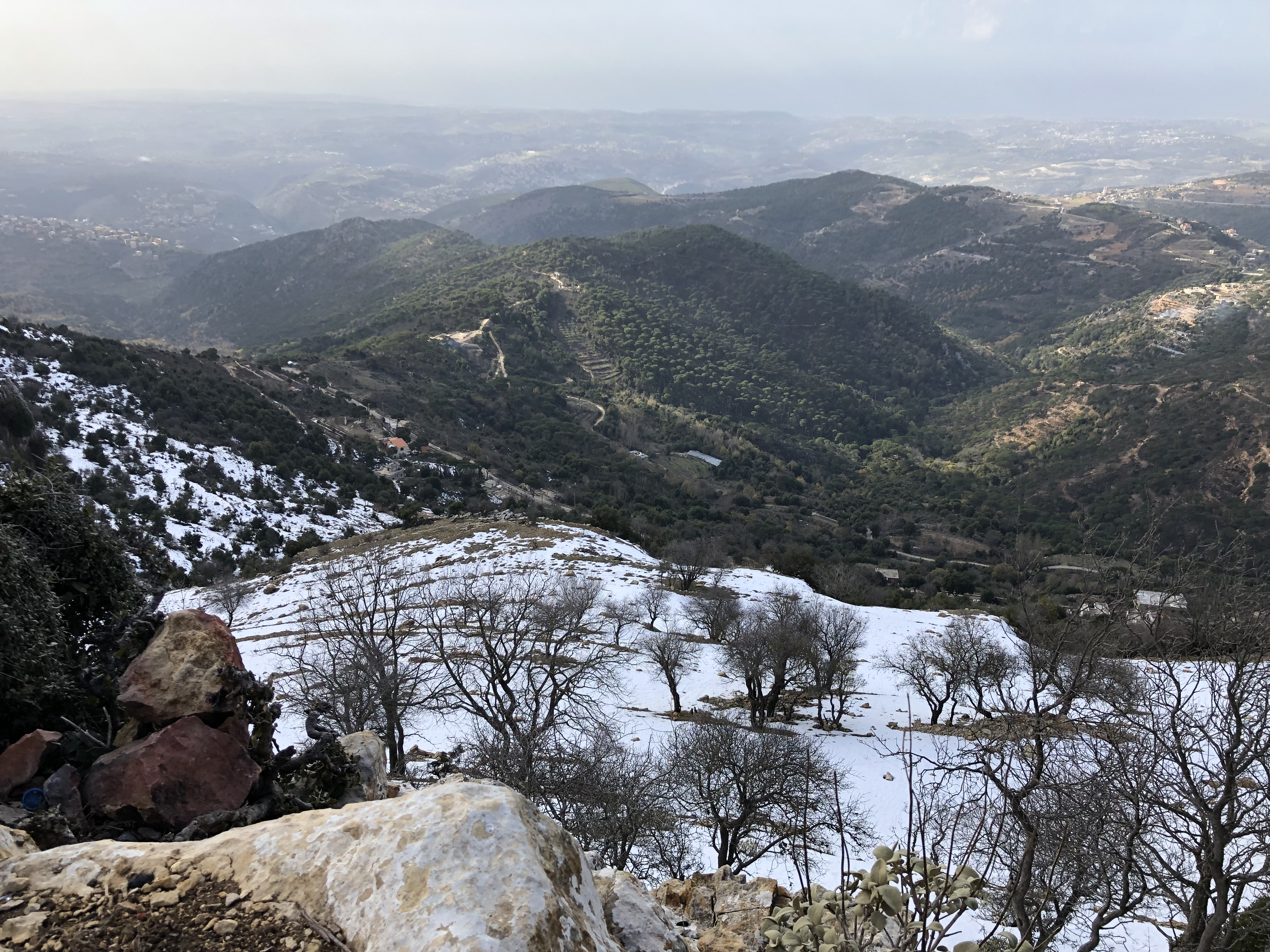
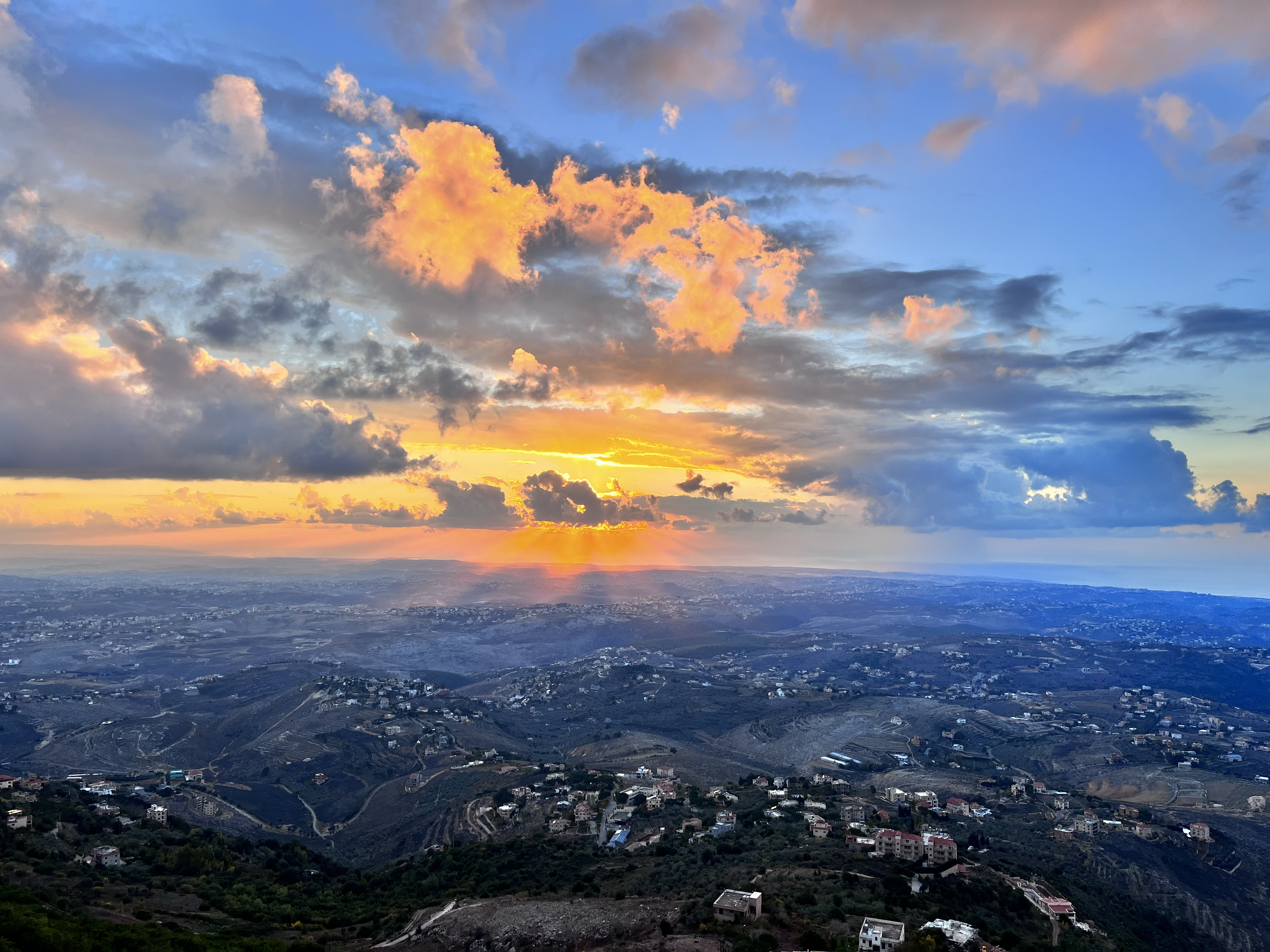
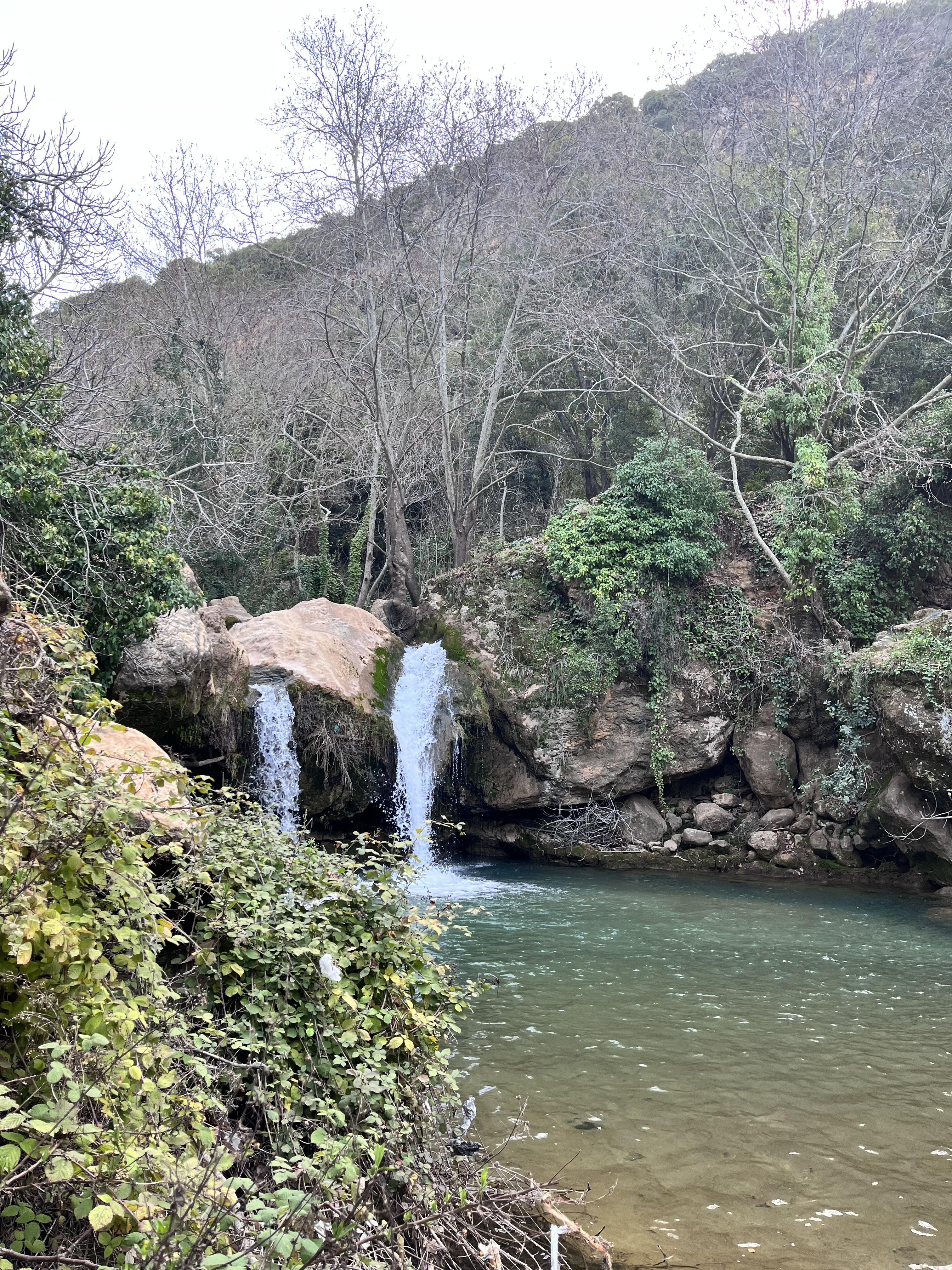
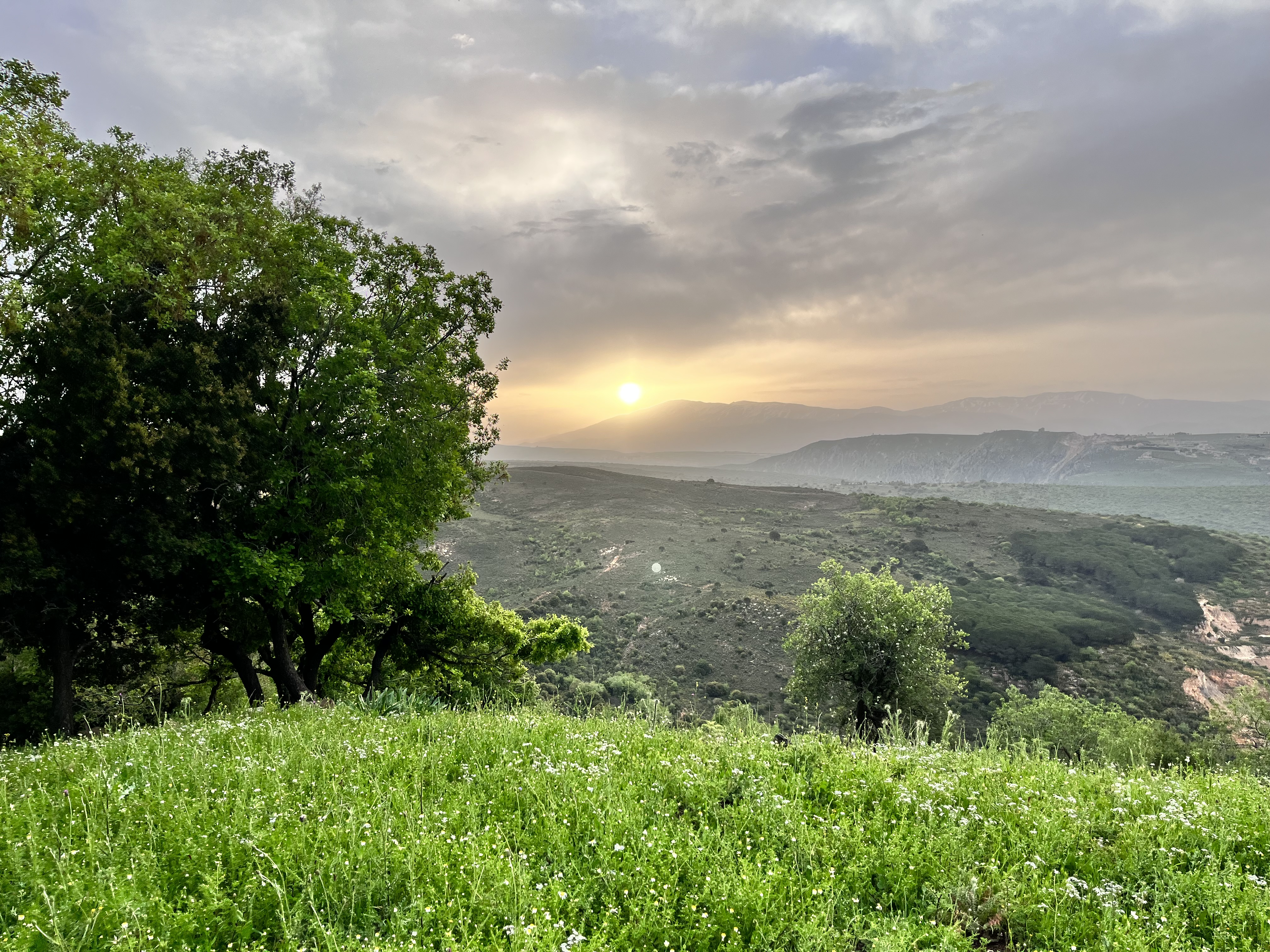
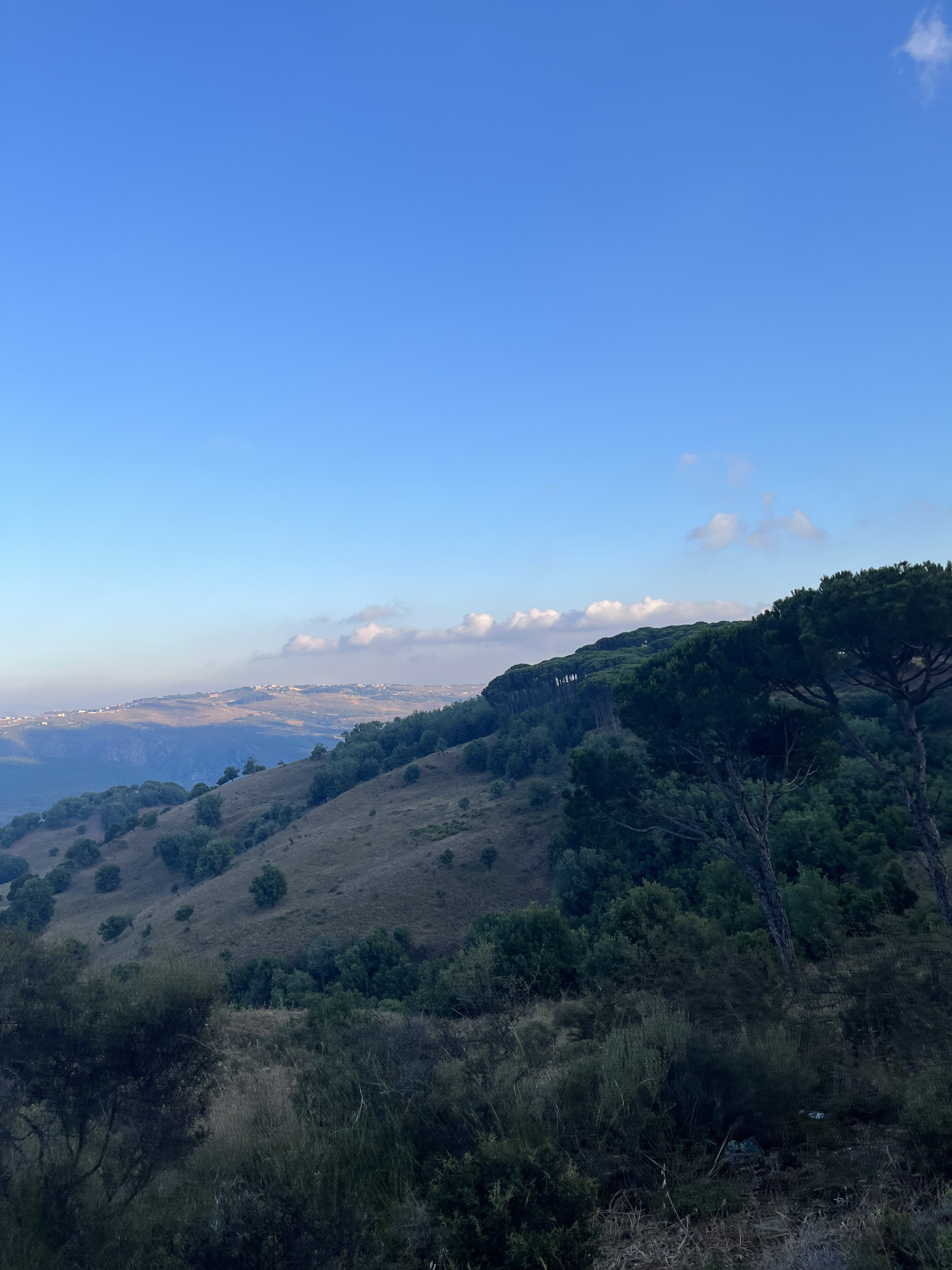
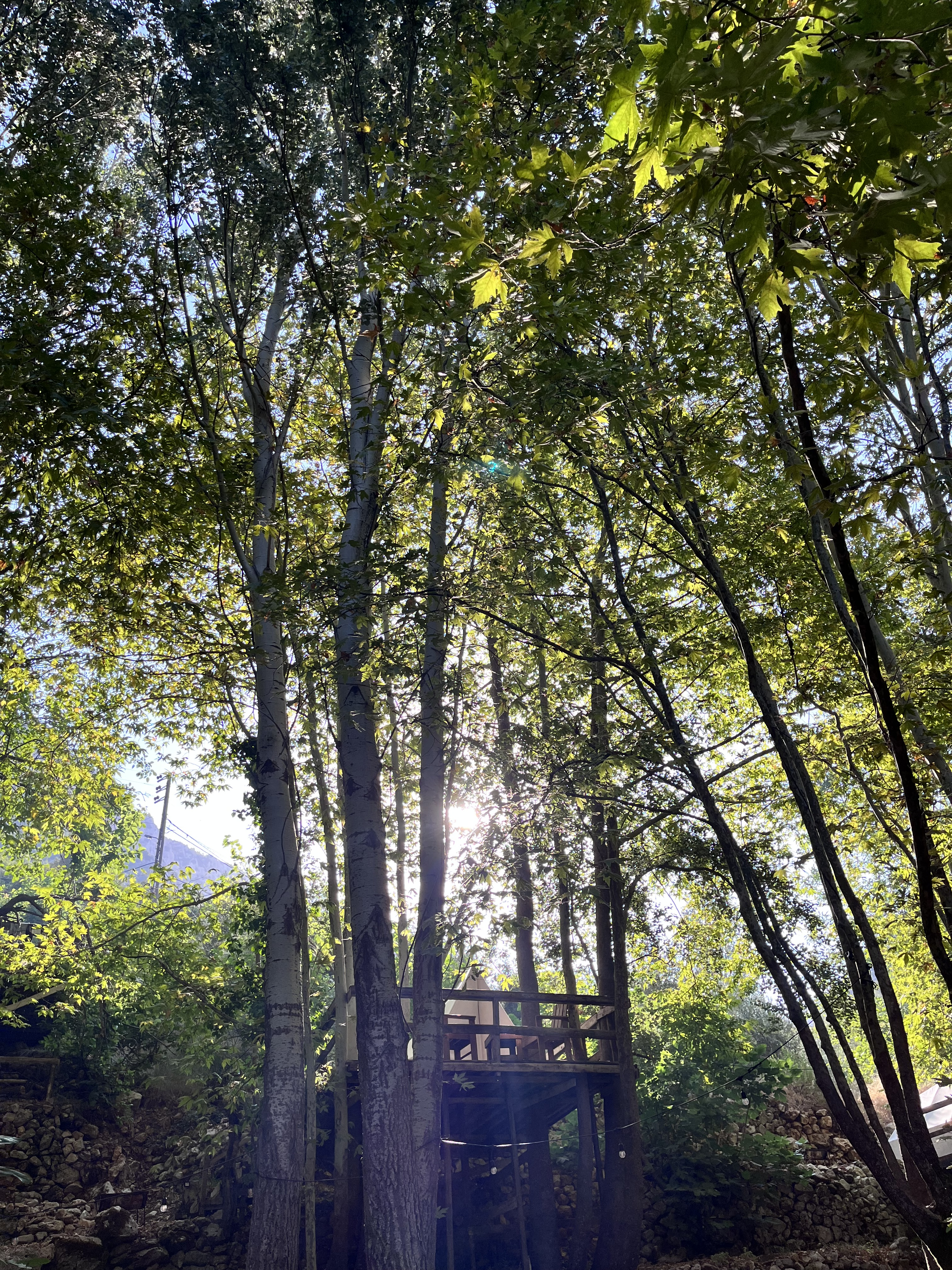
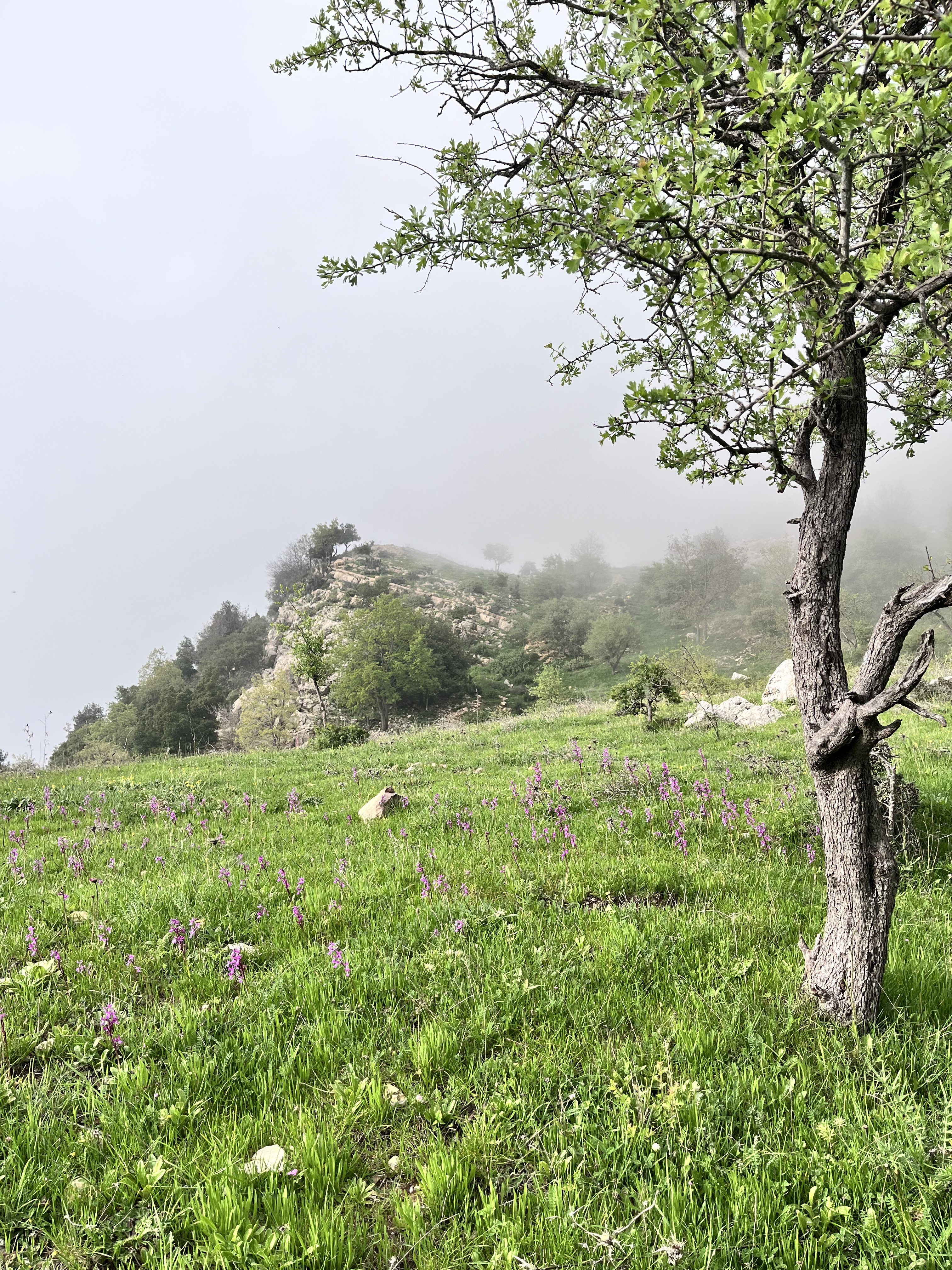

## طالع
- قائمة أعلى القمم الجبلية في لبنان